# ロージーと行くレインボークルーズ
『 ロージーと行くレインボークルーズ 』 （ 英： All Aboard! Rosie's Family Cruise ）は、2006年に製作されたアメリカのドキュメンタリー映画。
2007年（第16回）東京国際レズビアン&ゲイ映画祭（7月14日）にて日本で初上映された。

## キャスト
- ロージー・オドネル
- ケリー・オドネル
- ホセ・ラーナ
- ポピー・チャンプリン